# Груша, Олег Васильевич
Олег Васильевич Груша (6 июня 1930, Запорожье — 6 декабря 2006, Москва) — советский и российский хирург-офтальмолог, доктор медицинских наук (1974), профессор (1976), один из основателей ФГБНУ НИИ глазных болезней. Основоположник нового направления в отечественной офтальмологии — реконструктивной хирургии век и орбиты, создатель школ рефракционной офтальмомикрохирургии и глазной пластической хирургии.

## Биография
Родился 6 июня 1930 года в Запорожье.
В 1954 году окончил лечебный факультет Второго Московского государственного медицинского института, затем ординатуру и аспирантуру того же ВУЗа.
После 1960 года работал ассистентом, а с 1968 года — доцентом кафедры глазных болезней Второго Московского государственного медицинского института.
В 1963 году защитил диссертацию на соискание ученой степени кандидата медицинских наук.
С 1973 года работал в Первом Московском медицинском институте имени И. М. Сеченова и Всесоюзном НИИ глазных болезней Минздрава СССР, одним из основателей которого являлся.
С 1970-х годов являлся заместителем главного офтальмолога 4-го Главного управления Минздрава СССР (позднее Медицинского центра Управления делами Президента РФ), научным руководителем по офтальмологии Центральной клинической больницы с поликлиникой Управления делами Президента РФ.
Основоположник нового направления в отечественной офтальмологии — реконструктивной хирургии век и орбиты.
В 1974 году защитил диссертацию на соискание ученой степени доктора медицинских наук «Экспериментальное и клиническое исследование операций кератомилеза и кератофакии», которая была первой работой в СССР, посвященной этой теме. О. В. Груша предложил новую методику кератофакии, названную аутогомокератофакией: новый операционный метод дал возможность корригировать рефракционные аномалии глаза у большинства больных.
Профессор Груша — один из крупных организаторов отечественного здравоохранения. Около 30 лет он был главным офтальмологом Минздрава СССР. В разные годы был заместителем председателя научного совета по офтальмологии АМН СССР, заместителем председателя Комитета по новой медицинской технике Минздрава СССР, членом экспертного совета ВАК, заместителем председателя ученого совета по защите докторских диссертаций ВНИИГБ.
Автор более 300 научных работ, свыше 45 авторских свидетельств и патентов на изобретения. Значительный блок его исследований посвящен радиоизотопной диагностике опухолей глаза и его вспомогательного аппарата.
С 1973 по 2004 год Олег Васильевич Груша являлся профессором кафедры глазных болезней Московской медицинской академии. Преподавал офтальмологию различным категориям обучающихся: студентам лечебного и санитарно-гигиенического факультетов, клиническим ординаторам, интернам, аспирантам, слушателям курсов повышения квалификации из разных городов СССР, а также ближнего и дальнего зарубежья.
Жил в Москве. Умер 6 декабря 2006 года. Похоронен на Пятницком кладбище (уч. № 10).

## Семья
Сын, Груша Ярослав Олегович (1968 г. р.) — доктор медицинских наук, профессор кафедры глазных болезней Первого МГМУ им. И. М. Сеченова, руководитель отдела орбитальной и глазной реконструктивно-пластической хирургии ФГБНУ «НИИГБ», эксперт РАН, член Президиума Правления Общества офтальмологов России, Американской академии офтальмологии и Европейского общества глазных пластических и реконструктивных хирургов. Автор более 300 научных работ по проблемам офтальмологии, лечению патологии век и орбиты глаза и 32 патентов на изобретения в области офтальмологии.

## Награды, звания, почетные членства
- Премия им. В. П. Филатова АМН СССР — за цикл работ по хирургическому лечению близорукости и дальнозоркости.
- Заслуженный деятель науки Российской Федерации (6 января 1995) — за заслуги в научной деятельности
- Почетный член Чешского научного общества офтальмологов им. Я. Пуркинье.
- Член Всемирного комитета по предотвращению слепоты.
- Член Президиума правления Всесоюзного и Всероссийского научных обществ офтальмологов.

## Избранные научные работы
- Груша О. В. Операция по поводу птоза с использованием капронового трансплантата // Вестник офтальмологии. 1959. № 4, С. 39.
- Груша О. В. Новый способ фиксации интраокулярной линзы при афакии // Всерос. Съезд офтальмологов в г. Ленинграде, 2 — й: Материалы. — М., 1968. С.417 — 418.
- Груша О. В. и Мустаев И. А. К технике операций рефракционной кератопластики (кератомилеза и кератофакии) // Вестник офтальмологии. 1971. № 3. С. 37.
- Груша О. В., Чередниченко Л. П. Способ лечения химических ожогов роговой оболочки в условиях биологической защиты // Новое в лечении ожогов глаз: Тез. доклада симпоз. с участием иностранных специалистов.— М., 1989. С. 39-41.
- Груша О. В., Кугоева Е. Э., Груша Я. О. Каркасная тарзомаргопластика при инволюционном (сенильном) энтропионе нижнего века // Вестник офтальмологии. 1990. Том 106. № 6. С. 30-33.
- Груша О. В., Белоглазов В. Г., Кугоева Е. Э. и др. Критерии оценки и показания к комплексному этапному лечению больных с травматическими поражениями орбитальной области // Съезд офтальмологов России, 6-й: Материалы.- М., 1994. С. 331.
- Груша О. В., Кугоева Е. Э., Груша Я. О. Специализированная хирургическая помощь больным с повреждением средней зоны лица как последствия поражения в экстремальных ситуациях // Материалы научно-практ. конференции. Суздаль, 1999. С. 8-9.
- Груша О. В., Луцевич Е. Э., Груша Я. О. Принципы лечения травматических деформаций орбиты в позднем периоде (40-летний опыт) // Вестник офтальмологии. 2003. Т. 119. № 4. С. 31-34.
- Груша О. В. 500 пластик орбиты, анализ осложнений / О. В. Груша, Я. О. Груша // VIII съезд офтальмологов России: тез. докл. Москва, 2005. С. 641.